# انتوين كونت
انتوين كونت (بالفرنسية: Antoine Conte)‏ (29 يناير 1994 بباريس في فرنسا - ) هو لاعب كرة قدم فرنسي في مركز الدفاع. شارك مع منتخب فرنسا تحت 17 سنة لكرة القدم ومنتخب فرنسا تحت 18 سنة لكرة القدم ومنتخب فرنسا تحت 19 سنة لكرة القدم ومنتخب فرنسا تحت 20 سنة لكرة القدم ومنتخب فرنسا تحت 21 سنة لكرة القدم. أما مع النوادي، فقد لعب مع باريس سان جيرمان وستاد ريمس.

## وصلات خارجية
- انتوين كونت على موقع الاتحاد الدولي (مؤرشف)  (الإنجليزية)
- انتوين كونت على موقع الاتحاد الأوربي (الإنجليزية)
- انتوين كونت على موقع رابطة كرة القدم الفرنسية للمحترفين (الإنجليزية)
- انتوين كونت على موقع إي إس بي إن إف سي (الإنجليزية)
- انتوين كونت على موقع قاعدة بيانات كرة القدم.إي يو (الإنجليزية)
- انتوين كونت على موقع ليكيب (الفرنسية)
- انتوين كونت على موقع ناشيونال فوتبول تيمز (الإنجليزية)
- انتوين كونت على موقع Soccerbase.com (لاعب) (الإنجليزية)
- انتوين كونت على موقع Soccerway.com (الإنجليزية)
- انتوين كونت على موقع عالم كرة القدم.نت (الإنجليزية)